# Everyone's in Love with You
«Everyone's in Love with You» es una canción escrita por Mike Love para la banda de rock estadounidense The Beach Boys que fue lanzada en su álbum 15 Big Ones de 1976. El tema de esta canción se refiere al Maharishi. La canción fue posteriormente regrabada en 2004 para el álbum solista inédito Mike Love Not War de Mike Love. La canción también fue tocada en vivo por Mike Love y Bruce Johnston (presentados como The Beach Boys) durante una gira europea de 2004.

## Créditos
The Beach Boys
- Mike Love – voz principal, coros
- Al Jardine – coros
- Carl Wilson – coros, bajo eléctrico, guitarra
- Brian Wilson – conjunto de cuerdas
- Dennis Wilson – batería

Músicos adicionales
- Maureen L. West – arpa
- Toni Tennille – coros
- Ron Altbach – piano, clavicordio
- Charles Lloyd – flauta
- Ed Carter – guitarra
- Steve Douglas – saxofón
- Jay Migliori – saxofón